# سوق العمل

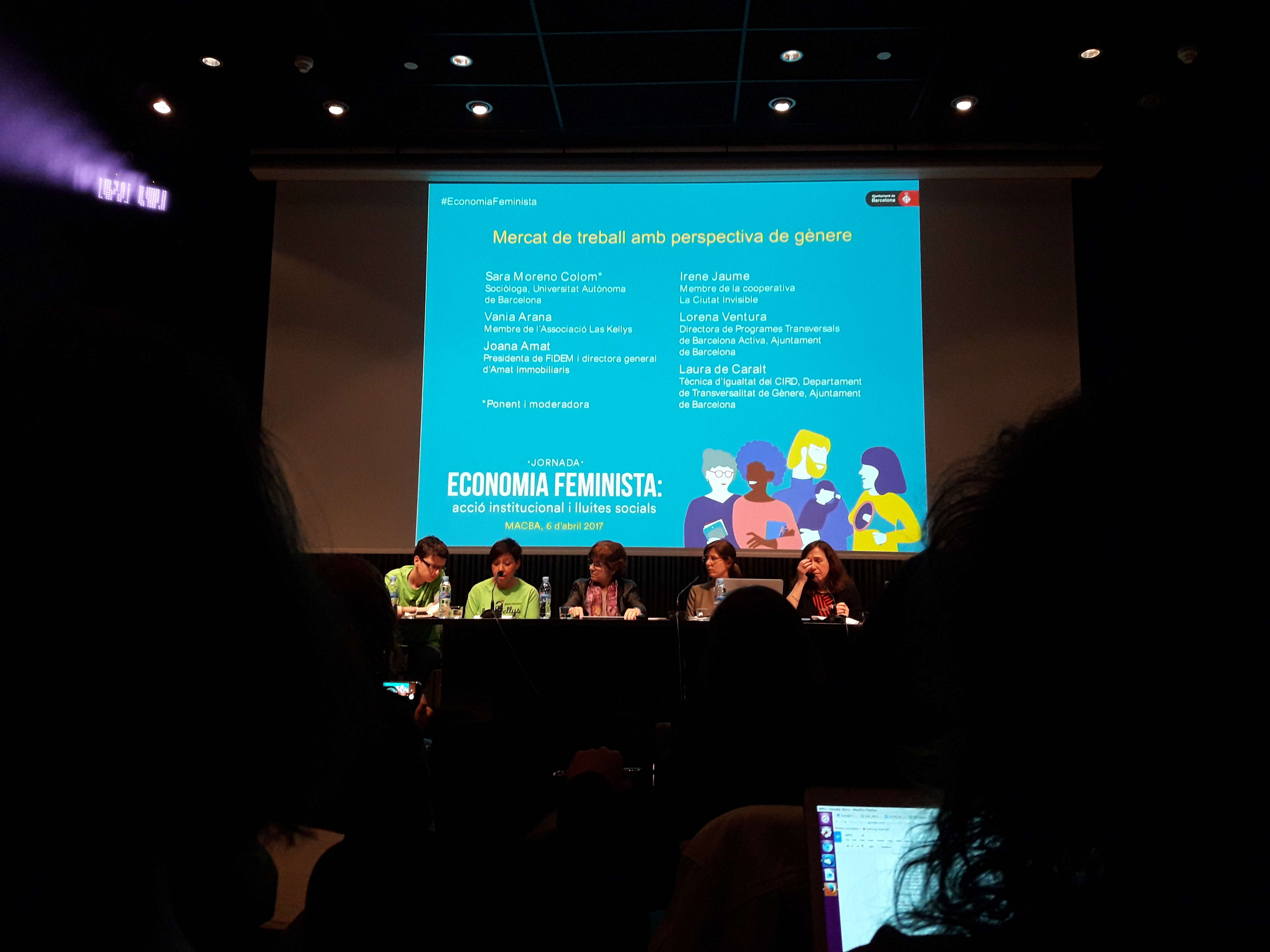

سوق العمل، هو سوق افتراضي نظري ونوع من أنواع الأسواق الاقتصادية، يتواجد فيه الباحثون عن العمل والعارضون لفرص العمل من أصحاب الشركات وغيرهم الذين يخلقون مكان العمل ويبحثون عن اليد العاملة لديهم.

## نموذج مثالي لسوق العمل

### صاحب العمل
- صاحب العمل والموظف يكونون احرار في اختياراتهم.
- صاحب العمل يعطي حرية الاختيار لمرشح العمل, والموظفون لا يستقيلون من فرصة العمل.
- توجد منافسة قوية بين أصحاب العمل حول المنتجات وبين الموظفين حول العمل (تعدّ هذه المنافسة ذات وضعية تطورية صحيحة).
- سوق العمل يجب أن يكون شفافا(كي نعلم اين يكون العمل واين لا يكون).

### التنقل
- إذا لم يكن هناك عمل في مدينة معينة نبحث عنه في مدينة أخرى كي نحصل على ظروف حياتية أفضل.
- من بين المتعلمين الطموحون هم أكثر تنقلا.
- عادة ما تصنع عراقيل بوجه المتنقلين.
- ارتفاع أسعار المساكن في المدينة من شانه ان يعيق حركة التنقل في سوق العمل.

### رسوم العمل
- من السهل التكيف مع العرض والطلب بدرجات متفاوتة.
- المرونة المحدودة من قبل نقابات العمال.
- النسبية في اعتمادها على البلد.

## أنواع أسواق العمل
يقسم سوق العمل حسب :
- الوضع القانوني للعمل
- تغطية سوق العمل

### الوضع القانوني للعمل
- السوق القانوني: ونعني به العمل وفقا للقانون ويحصل الدفع فيه وفقا لأقساط الضمان الاجتماعي والصحي.
- المنطقة الرمادية:أي العمل في السوق السوداء.
- الحصول على العمل دون تسديد أي قسط يعود بالنفع لصاحب العمل أما للموظفين فهي غير نافعة لهم وهذا يعود إلى أسباب عدة:أبرزها انه لا يمككنا ان نشتكي على صاحب العمل عند وقوع حادث فهو غير متكفل بدفع العلاج الطبي، وعلى الموظف ان يدفع العلاج بنفسه.

### تغطية سوق العمل
تنقسم حسب البعد الجغرافي كما يلي :
- السوق المحلي:العمل في مكان قريب من محل السكن (60-70 كم)
- السوق الإقليمي:يتعلق بالمنطقة برمتها مثل المقاطعة.
- السوق القطري: يتعلق بالبلد باكمله.
- السوق الأجنبي: أي العمل خارج حدود البلد الام.